# Hydrophoria similis
Hydrophoria similis är en tvåvingeart som först beskrevs av Johann Andreas Schnabl 1911.  Hydrophoria similis ingår i släktet Hydrophoria och familjen blomsterflugor.
Artens utbredningsområde är Polen. Inga underarter finns listade i Catalogue of Life.